# Byczyna (gemeente)
De gemeente Byczyna is een stad- en landgemeente in het Poolse woiwodschap Opole, in powiat Kluczborski.
De zetel van de gemeente is in Byczyna.
De gemeente bestaat uit de stad (miasto) Byczyna en 22 sołecktwo.
Op 30 juni 2004 telde de gemeente 9926 inwoners.

## Oppervlakte gegevens
In 2002 bedroeg de totale oppervlakte van gemeente Byczyna 182,89 km², waarvan:
- agrarisch gebied: 79%
- bossen: 12%

De gemeente beslaat 21,48% van de totale oppervlakte van de powiat.

## Demografie
Stand op 30 juni 2004:
| Omschrijving                   | Totaal | Totaal | Vrouwen | Vrouwen | Mannen | Mannen |
| ------------------------------ | ------ | ------ | ------- | ------- | ------ | ------ |
| eenheid                        | aantal | %      | aantal  | %       | aantal | %      |
| inwoners                       | 9926   | 100    | 5013    | 50,5    | 4913   | 49,5   |
| bevolkingsdichtheid (inw./km²) | 54,3   | 54,3   | 27,4    | 27,4    | 26,9   | 26,9   |

In 2002 bedroeg het gemiddelde inkomen per inwoner 1305,48 zł.

## Aangrenzende gemeenten
Bolesławiec, Gorzów Śląski, Kluczbork, Łęka Opatowska, Łubnice, Trzcinica, Wołczyn